# Tincourt-Boucly
Tincourt-Boucly település Franciaországban, Somme megyében. Lakosainak száma 337 fő (2022. január 1.). Tincourt-Boucly Buire-Courcelles, Cartigny, Hancourt, Longavesnes, Marquaix, Roisel és Templeux-la-Fosse községekkel határos.

## Népesség
A település népessége az elmúlt években az alábbi módon változott:
| Lakosok száma | 374  | 364  | 369  | 356  | 351  | 346  | 343  | 340  | 337  |
|               | 2013 | 2015 | 2016 | 2017 | 2018 | 2019 | 2020 | 2021 | 2022 |